# Coppa Intercontinentale 1983 (calcio)
La Coppa Intercontinentale 1983 (denominata anche Toyota Cup 1983 per ragioni di sponsorizzazione) è stata la ventiduesima edizione del trofeo riservato alle squadre vincitrici della Coppa dei Campioni e della Coppa Libertadores. Fu vinta dal Grêmio, al suo primo titolo di campione del mondo.

## Avvenimenti
A proseguire il periodo di dominio nella competizione delle squadre sudamericane su quelle europee fu il Grêmio, sfavorito della vigilia.
Forti di una difesa imperniata sul veterano Hugo de León i brasiliani prevalsero sui campioni d'Europa dell'Amburgo grazie soprattutto ad una doppietta del centrocampista offensivo Renato (votato al termine della gara come miglior giocatore della manifestazione). La prima marcatura dell'incontro vide il giocatore brasiliano liberarsi in dribbling di due avversari, dopo aver raccolto un cross del compagno Paulo César Lima. Nel finale di gara l'Amburgo riuscì a concretizzare i propri assalti all'organizzata difesa avversaria grazie ad un calcio di punizione battuto da Magath, corretto di testa da Jakobs e spinto in rete dal difensore Schröder a cinque minuti dal termine.
La partita venne pertanto decisa ai tempi supplementari, quando fu ancora Renato ad insaccare un cross di Tarciso e a regalare alla squadra brasiliana il primo alloro nella manifestazione intercontinentale.
Nel 2017, la FIFA ha equiparato i titoli della Coppa del mondo per club e della Coppa Intercontinentale, riconoscendo a posteriori anche i vincitori dell'Intercontinentale come detentori del titolo ufficiale di "campione del mondo FIFA", inizialmente attribuito soltanto ai vincitori della Coppa del mondo per club.

## Tabellino
| Arbitro: | Michel Vautrot |

|              |           |                |
| Schröder 85’ | Marcatori | 37’ 93’ Renato |

| Amburgo | Grêmio |

| Amburgo      |    |                   |             |
|              |    |                   |             |
| P            | 1  | Uli Stein         | Ammonizione |
| D            | 3  | Bernd Wehmeyer    |             |
| D            | 4  | Ditmar Jakobs     |             |
| D            | 5  | Holger Hieronymus |             |
| C            | 2  | Michael Schröder  |             |
| C            | 8  | Jürgen Groh       |             |
| C            | 11 | Wolfgang Rolff    |             |
| C            | 6  | William Hartwig   |             |
| C            | 10 | Felix Magath      | (C)         |
| A            | 7  | Wolfram Wuttke    |             |
| A            | 9  | Allan Hansen      |             |
| Allenatore:  |    |                   |             |
| Ernst Happel |    |                   |             |

| Grêmio          |    |                       |             |     |
|                 |    |                       |             |     |
| P               | 1  | Mazarópi              | Ammonizione |     |
| D               | 2  | Paulo Roberto         |             |     |
| D               | 4  | Jorge Baidek          |             |     |
| D               | 6  | Hugo de León          | (C)         |     |
| D               | 3  | Paulo César Magalhães |             |     |
| C               | 5  | China                 |             |     |
| C               | 8  | Osvaldo               | 78’         |     |
| C               | 10 | Mário Sérgio          |             |     |
| A               | 7  | Renato                | Ammonizione |     |
| A               | 9  | Tarciso               |             |     |
| A               | 11 | Paulo César           |             | 70’ |
| Sostituzioni:   |    |                       |             |     |
| C               | 15 | Paulo Bonamigo        |             | 78’ |
| A               | 16 | Caio                  | Ammonizione | 70’ |
| Allenatore:     |    |                       |             |     |
| Valdir Espinosa |    |                       |             |     |